# 秋田寛
秋田 寛（あきた かん、1958年 - 2012年10月16日）は、日本のグラフィックデザイナー。東京造形大学元教授。デザイン事務所「アキタ・デザイン・カン」代表。

## 略歴
兵庫県出身。東京造形大学デザイン学科卒業。卒業後に田中一光デザイン室の試験を受けて不合格となり、学生時代にアルバイトをしていた株式会社プラントピアに就職して3年間ほど務めた。ここで代表の首藤進に改めてデザインの基礎となる教えを受け、その後に再度田中一光デザイン室の試験を受けて見事合格することが出来た。その後田中一光デザイン室を経て、1991年アキタ・デザイン・カン設立。日本グラフィックデザイナー協会新人賞、1993年東京アートディレクターズクラブ原弘賞、1996年ニューヨークADC銀賞、1994年現代日本日本デザイン展（韓国国立現代美術館）出品、グラフィック・ウェイブ1997出品、1999年個展「YAKUMONO」など、受賞・展覧会多数。日本グラフィックデザイナー協会会員、ニューヨークADC会員。
母校である東京造形大学にて教鞭をとる。
2012年10月16日、脳腫瘍のため53歳で死去。
2013年1月、作品集「秋田寛のグラフィックデザイン」（グラフィック社）刊行

## 事務所出身のデザイナー
- 古平正義　(FLAME inc.)